# 拉勒瓦德达尔代什
拉勒瓦德达尔代什（法語：Lalevade-d'Ardèche，法語發音：[lalvad daʁdɛʃ]）是法国阿尔代什省的一个市镇，属于拉让蒂耶尔区。

## 地理
拉勒瓦德达尔代什（44°38'52"N, 4°19'23"E）面积2.27 平方千米，位于法国奥弗涅-罗讷-阿尔卑斯大区阿尔代什省，该省份为法国东南部内陆省份，北起顺时针与卢瓦尔省、伊泽尔省、德龙省、沃克吕兹省、加尔省、洛泽尔省和上盧瓦爾省接壤。
与拉勒瓦德达尔代什接壤的市镇（或旧市镇、城区）包括：法布拉斯、蓬德拉博姆、普拉德、瓦尔斯莱班。

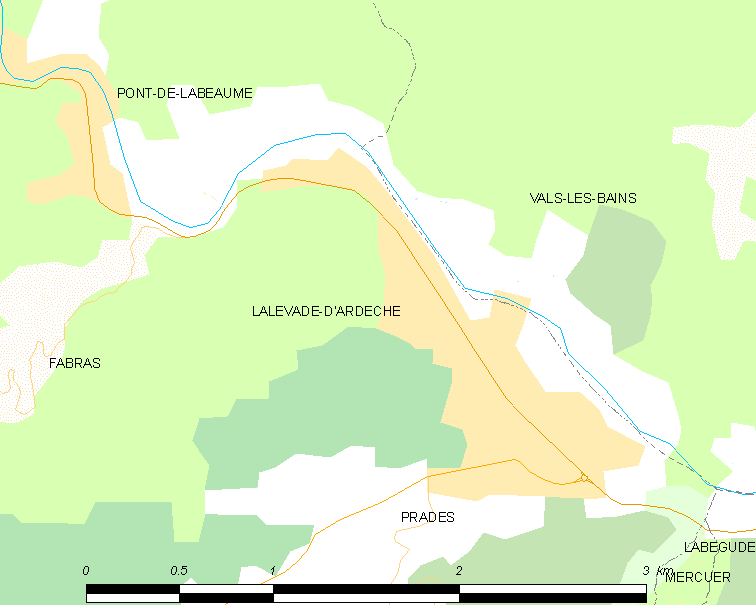
拉勒瓦德达尔代什的OSM定位图

拉勒瓦德达尔代什的时区为UTC+01:00、UTC+02:00（夏令时）。

## 行政
拉勒瓦德达尔代什的邮政编码为07380，INSEE市镇编码为07127。

## 政治
拉勒瓦德达尔代什所属的省级选区为上阿尔代什县。

## 人口

1962-2008年间拉勒瓦德达尔代什人口变化图示

拉勒瓦德达尔代什于2022年1月1日时的人口数量为1153人。